# سلیمان ایرلاینز
سلیمان ایرلاینز (به انگلیسی: Solomon Airlines) یک شرکت هواپیمایی با کد یاتا IE است که در ۱۹۶۲ میلادی تأسیس شده‌است. دفتر مرکزی سلیمان ایرلاینز در هونیارا، جزایر سلیمان واقع شده‌است و قطب این شرکت هواپیمایی در فرودگاه بین‌المللی هونیارا قرار دارد و به ۲۷ مقصد، پرواز انجام می‌دهد.